# Mohegan-Montauk-Narragansett jezik
Mohegan-Montauk-Narragansett jezik (ISO 639-3: mof, povučen), naziv koj ije nekad bio dan jeziku kojim su govorili Indijanci Mohegan, Montauk ili Metoac i Narragansett, a danas je podijeljen na mohegan-pequot [xpq] i narragansett [xnt]. Klasificira se porodici algonquian
Njegov kod je povučen iz upotrebe 18. 1. 2010.

## Vanjske poveznice
- Ethnologue (14th)
- Ethnologue (15th)